# Warimpex
Die Warimpex Finanz- und Beteiligungs Aktiengesellschaft ist ein österreichisches Unternehmen der Immobilienwirtschaft mit Sitz in Wien. Warimpex ist auf die Errichtung und den Betrieb von Hotels in Zentral- und Osteuropa spezialisiert. Darüber hinaus entwickelt Warimpex auch Bürohäuser und andere Immobilien. Die Aktien der Gesellschaft sind im Prime Market der Wiener Börse notiert.

## Geschichte
Das Unternehmen wurde 1959 als Warimpex Handels GmbH gegründet. Ursprünglicher Unternehmenszweck war der Handel zwischen Zentral- und Osteuropa. Der Name entstand aus dem ursprünglichen Geschäftszweck Waren Import und Export. 1982 wurde das Unternehmen in eine Aktiengesellschaft umgewandelt und begann die Tätigkeit als Immobilienbewirtschafter. Zwischen 1982 und Jahresende 2018 wurden mit einem Investitionsvolumen von über einer Milliarde Euro insgesamt 44 Immobilien entwickelt und teils wieder veräußert.

## Geschäftstätigkeit
Zum Jahresende 2018 war Warimpex als Eigentümer oder Pächter bei sechs Hotels und acht Gewerbeimmobilien engagiert. Anteilsbereinigt bewirtschaftete das Unternehmen damit rund 900 Hotelzimmer und Gewerbeflächen von rund 73.000 m² in verschiedenen europäischen Ländern.

## Aktie und Anteilseigner
Das Grundkapital der Gesellschaft ist aufgeteilt in 54 Millionen Stammaktien.
Rund insgesamt die Hälfte der Aktien werden vom Vorstandsvorsitzenden Franz Jurkowitsch (14 %), dem Unternehmensgründer Georg Folian (15 %) und zwei Privatstiftungen (je 11 %) gehalten. Etwa 45 % gelten als Streubesitz.